# Chlorodont

Chlorodont era il nome commerciale di un dentifricio commercializzato dal 1907 dalla azienda tedesca Leowerke di Dresda.

## Storia
Il nome del dentifricio fu inventato dal suo sviluppatore, Ottmar Heinsius von Mayenburg, e derivava dalle parole chloros (dal greco "verde") come simbolo della freschezza (e del gusto di menta) e Odon (dal greco "dente"). Negli anni venti, Chlorodont fu uno dei principali marchi di dentifrici in Europa, anche grazie ad una campagna promozionale molto presente sulla stampa dell'epoca. Il prodotto rimase in commercio sino al 1980.
Il dentifricio Chlorodont era composto da polvere di pomice, carbonato di calcio, sapone, glicerina, clorato di potassio ed era aromatizzato alla menta. Caratteristica era la striscia verde-blu sulla confezione del prodotto, che però scomparve nel 1969 in una revisione del design in occasione dell'anniversario dei venti anni della Repubblica democratica tedesca.
In Italia il dentifricio Chlorodont era noto per essere stato lo sponsor del Cus Milano per qualche anno e, soprattutto, per la celebre pubblicità andata in onda all'interno della storica rubrica televisiva Carosello: di Virna Lisi, attrice che reclamizzava il prodotto, veniva detta la frase «Con quella bocca può dire ciò che vuole!», che divenne un vero e proprio tormentone dell'epoca.

Nel 1954 la Cetra ha pubblicato un disco pubblicitario, fuori commercio, Omaggio della Casa Chlorodont prod. del dentifricio Chlorodont anticarie. Sul lato A la canzone …Che denti!, di D'Anzi-Marchesi, sul lato B, Aveva un bavero, di Panzeri-Ripa. Entrambe le canzoni furono interpretate dal Quartetto Cetra (Disco Cetra FP 767).

Galleria
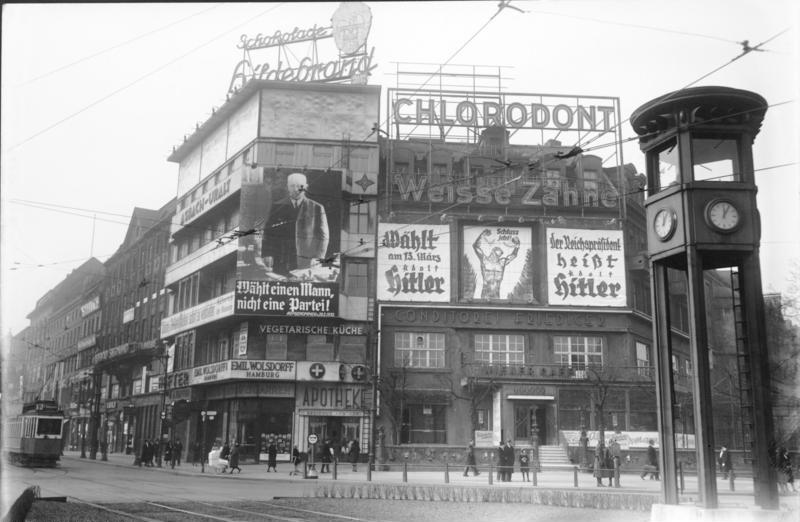
La pubblicità del Chlorodont su un palazzo di Berlino durante la elezioni presidenziali del 1932.
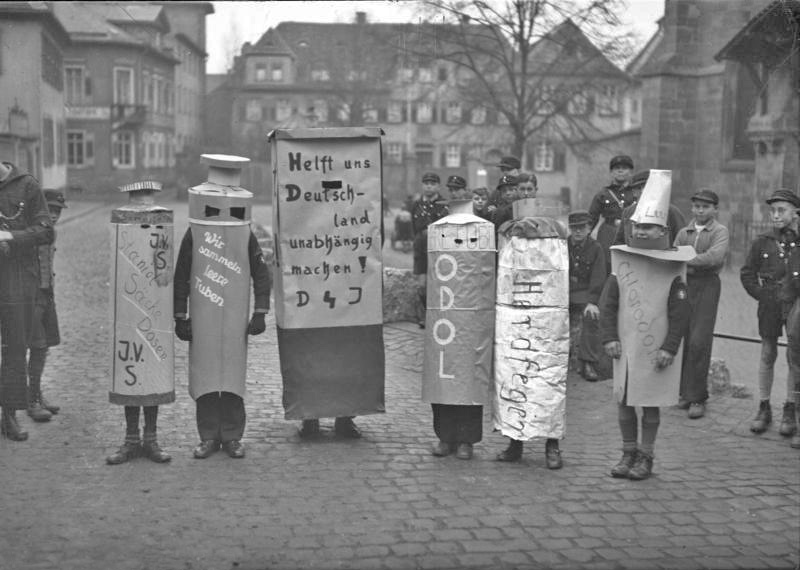
Membri della Gioventù hitleriana e della Deutsches Jungvolk nel 1938 che fanno campagne per l'igiene orale, sponsorizzando la Chlorodont e l'Odol, i due dentifrici più noti dell'epoca.
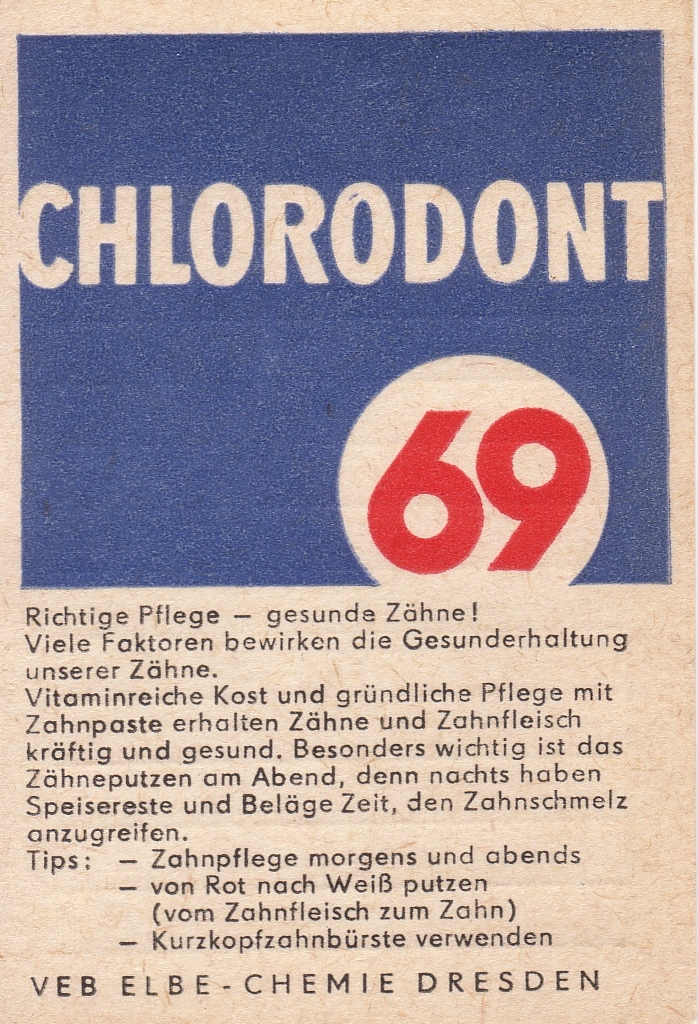
Una pubblicità degli anni '60.
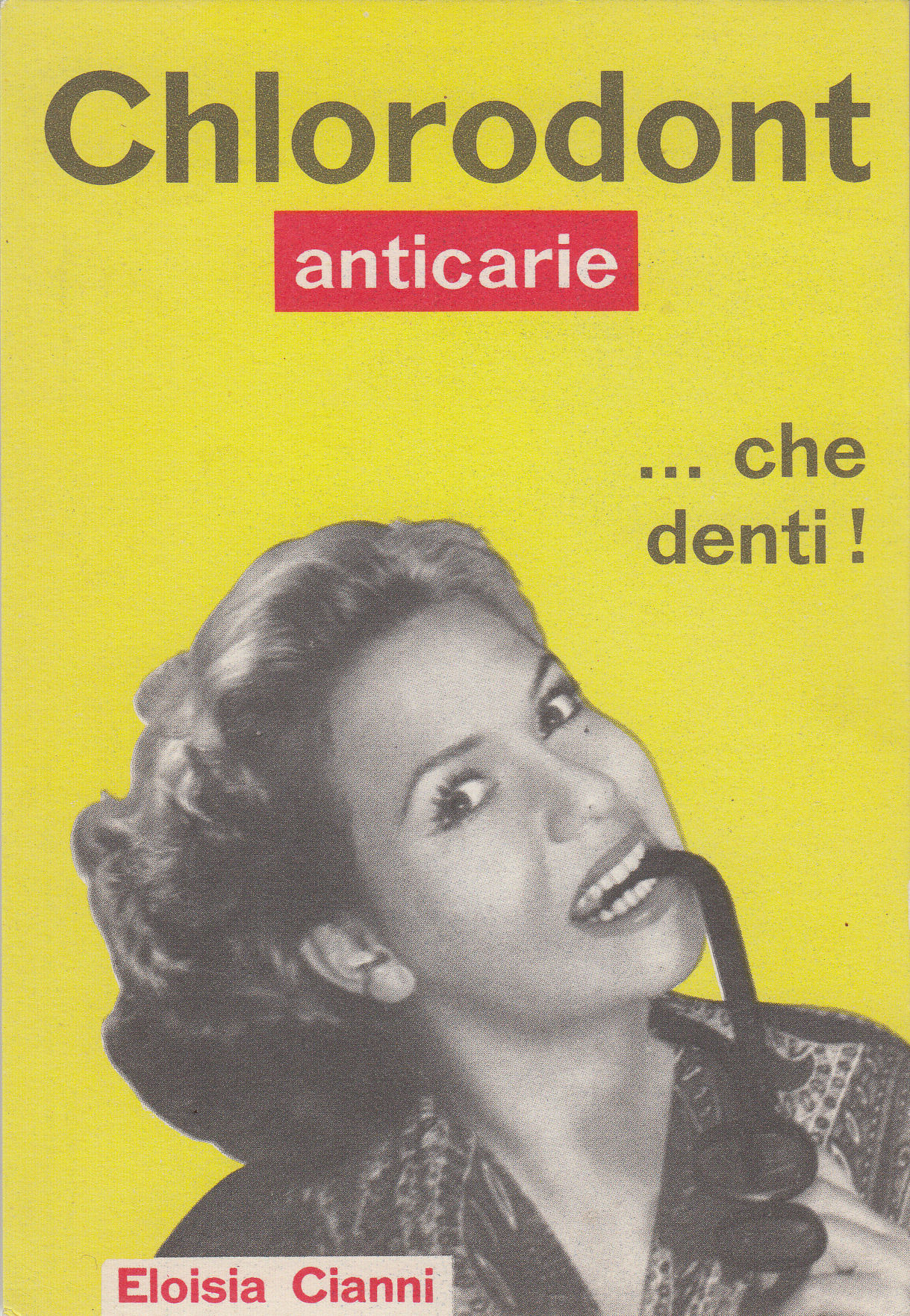
Eloisa Cianni in una pubblicità della Chlorodont.